# Cmentarz wojenny nr 49 – Blechnarka
Cmentarz wojenny nr 49 w Blechnarce – zabytkowy cmentarz z I wojny światowej, zaprojektowany przez Dušana Jurkoviča, znajdujący się w miejscowości Blechnarka w gminie Uście Gorlickie w powiecie gorlickim. Jeden z ponad 400 zachodniogalicyjskich cmentarzy wojennych zbudowanych przez Oddział Grobów Wojennych C. i K. Komendantury Wojskowej w Krakowie. Należy do I Okręgu Cmentarnego Nowy Żmigród.

## Opis
Wystrój cmentarza zaprojektował słowacki architekt Duszan Jurkowicz. Pomnik centralny na osi tylnego ogrodzenia, w formie wysokiej kamiennej piramidy zwieńczonej krzyżem i tablicą inskrypcyjną z wykutym wierszem Hansa Haptmanna, współtwórcy całego zespołu zachodniogalicyjskich cmentarzy wojennych (tłum.): "Zajęci pokojową pracą/ Trwaliśmy w zażyłości/ Z ukochaną ziemią./ Z własnego, cichego świata/ Wyrwało nas wycie wojny/ Wiodąc przez nędzę, zgryzoty/ I upojenie zwycięstwem/ W ramiona śmierci", został zniszczony w czasie II wojny światowej. Pozostał tylko kopiec z kamiennym krzyżem.
Na cmentarzu pochowano w 20 mogiłach zbiorowych i 15 grobach pojedynczych 299 żołnierzy:
- 103 austro-węgierskich i
- 196 rosyjskich,

poległych w okresie od grudnia 1914 do kwietnia 1915.
Żołnierze austriaccy pochodzili w zdecydowanej większości z T.K.J.R. 3 – 3. Tyrolskiego Pułku Strzelców Cesarskich (niem. 3. Regiment der Tiroler Kaiserjäger, okręg uzupełnień – Triest) oraz S.I.R. 87 – 87. Pułku Piechoty Austro-Węgier (niem. Steirisches Infanterieregiment Nr. 87, okręg uzupełnień – Celje (niem. Cilli) w Słowenii). Kilku znanych z nazwiska Rosjan pochodziło z 176. Perjewołoczenskiego Pułku Piechoty z garnizonem w Czernihowie na dzisiejszej Ukrainie oraz 196. Iskarskiego PP z garnizonem w Złatouście na południowym Uralu.

## Galeria

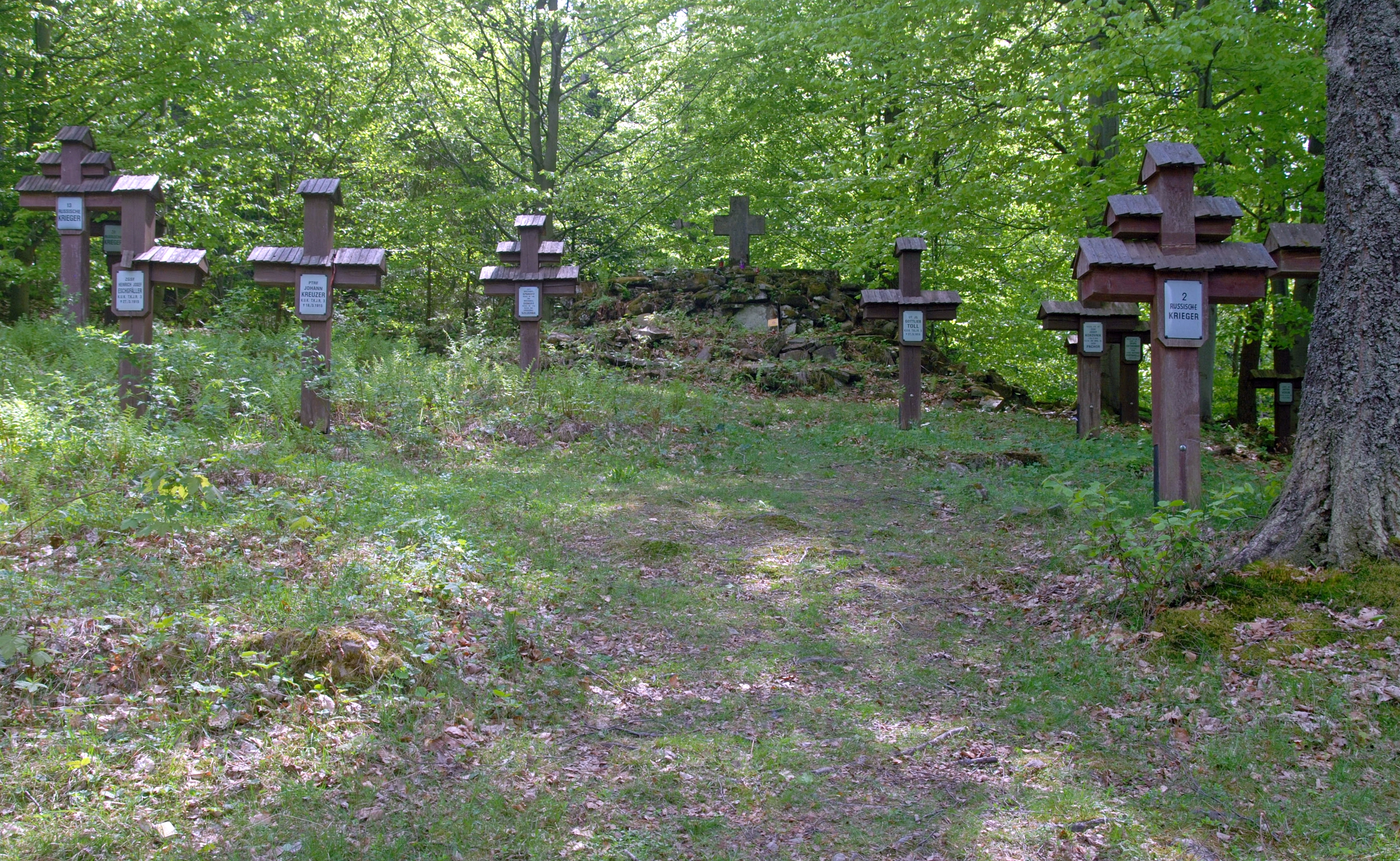
Widok ogólny
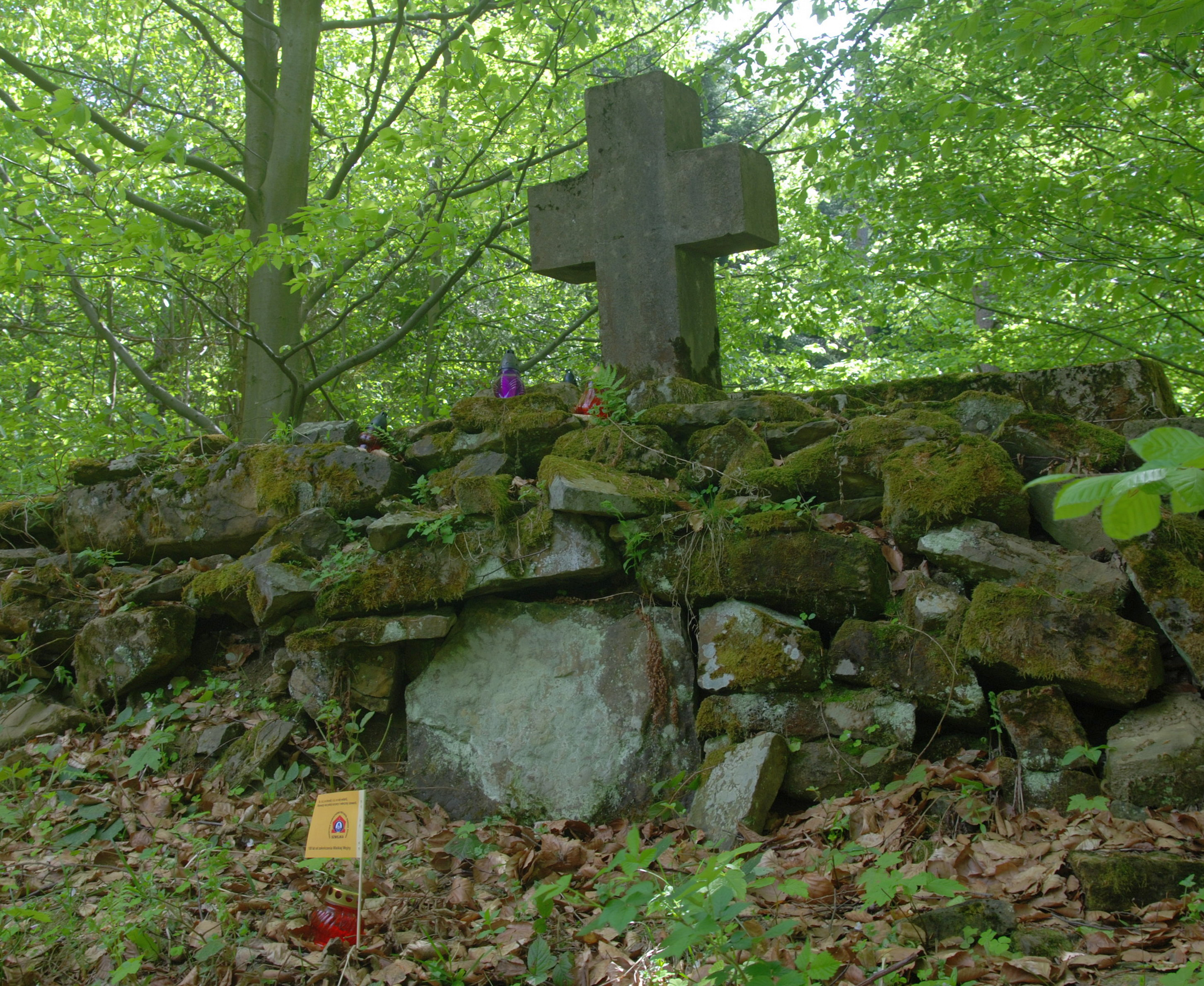
Kopiec z krzyżem na ścianie ogrodzenia
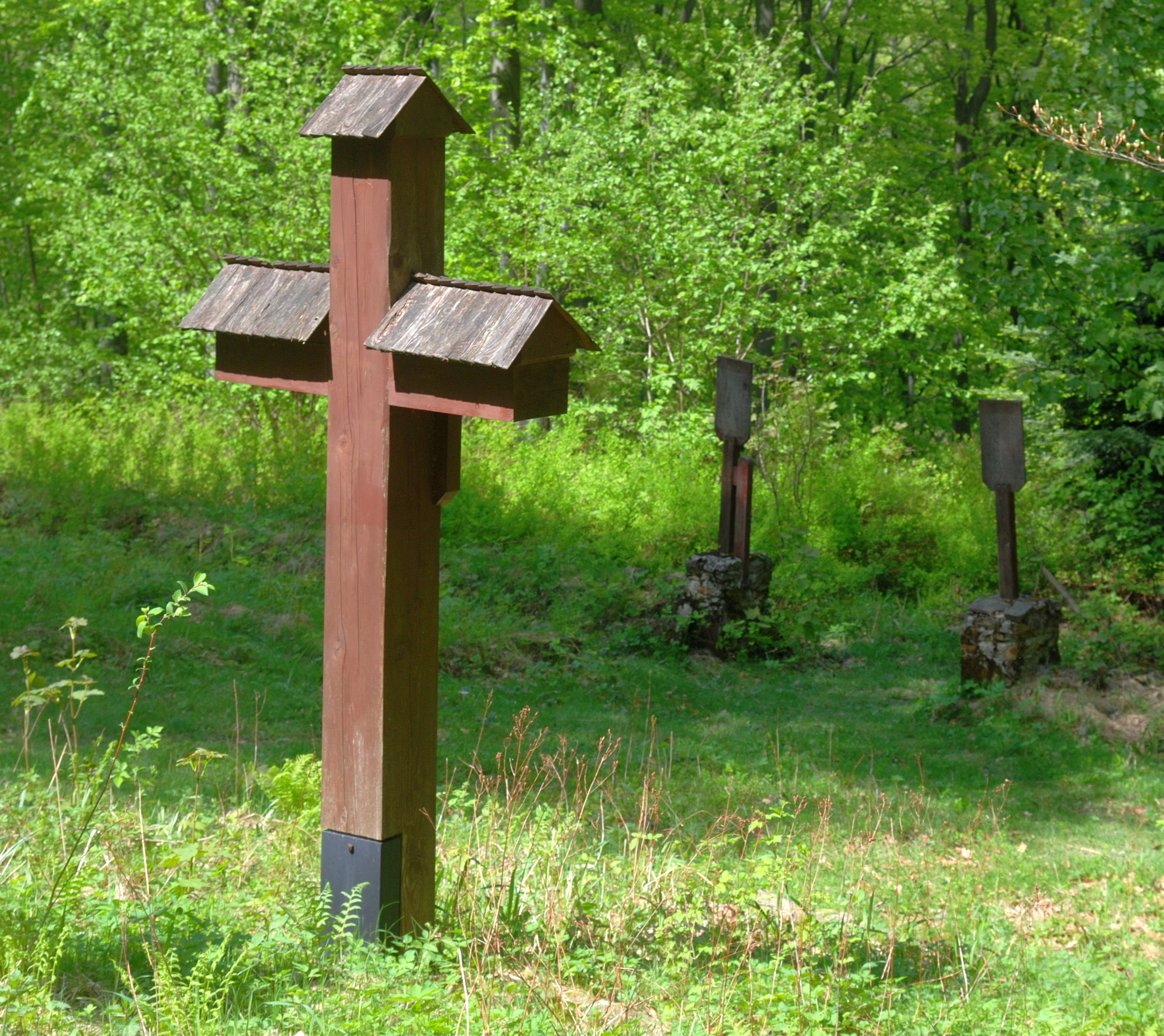
Krzyż jednoramienny i wejście